# قشلاق الی کریمی
قشلاق الی کریمی یک روستا در ایران است که در استان اردبیل واقع شده‌است. قشلاق الی کریمی ۱۳۸ نفر جمعیت دارد.